# Trường (vật lý)

Trường điện từ

Trường hấp dẫn giữa 2 thiên thể

Trong vật lý, trường là một trong hai dạng tồn tại của vật chất, là thực thể vật lý tồn tại trong không gian xung quanh các vật thể (hoặc hệ thống các vật thể) để thực hiện tương tác qua khoảng cách không-thời gian.
Nó thước được mô tả bằng một số hay một ten-xơ ứng với mỗi điểm của không-thời gian.